# Odontaspididae
Famille
Les Odontaspididae sont une famille de requins de l'ordre des Lamniformes, caractérisés par des dents proéminentes.

## Étymologie
Le nom vient du grec ancien ὀδούς / odoús (« dent ») et ἀσπίς / aspís (« bouclier »).

## Caractéristiques

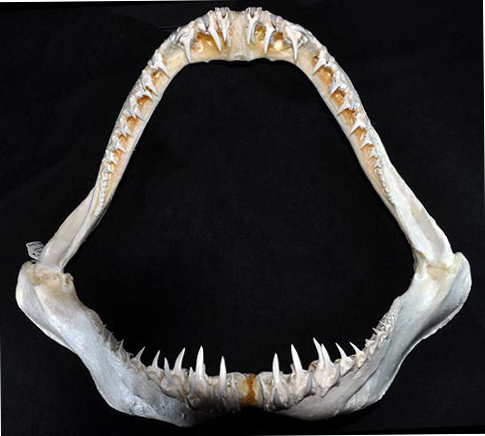
Mâchoire de Carcharias taurus.

Les fentes branchiales se trouvent toutes devant les nageoires pectorales, assez larges mais sans gagner la face dorsale. Les yeux sont assez petits, le pédoncule caudal sans encoche latérale ; la nageoire caudale est asymétrique avec un lobe ventral assez court. Ce sont des requins ovovivipares, avec des embryons cannibales (sauf chez Carcharias taurus) . 

## Liste des espèces
Selon ITIS et FishBase  :
- genre Carcharias Rafinesque, 1810
  - Carcharias taurus Rafinesque, 1810 - Requin-taureau (non reconnu pas ITIS qui en fait un synonyme de Carcharias tricuspidatus)
  - Carcharias tricuspidatus Day, 1878 - Requin-taureau bambak
- genre Odontaspis Agassiz, 1838
  - Odontaspis ferox (Risso, 1810) - Requin féroce
  - Odontaspis noronhai (Maul, 1955) - Requin noronhai
- genre † Pseudomegachasma Shimada et al.[2], 2015
  - † Pseudomegachasma casei[2]
  - † Pseudomegachasma comanchensis[2]
- genre † Striatolamia

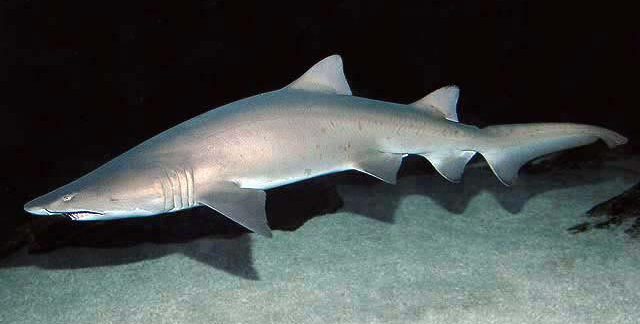
Carcharias taurus
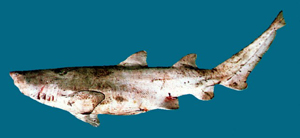
Carcharias tricuspidatus
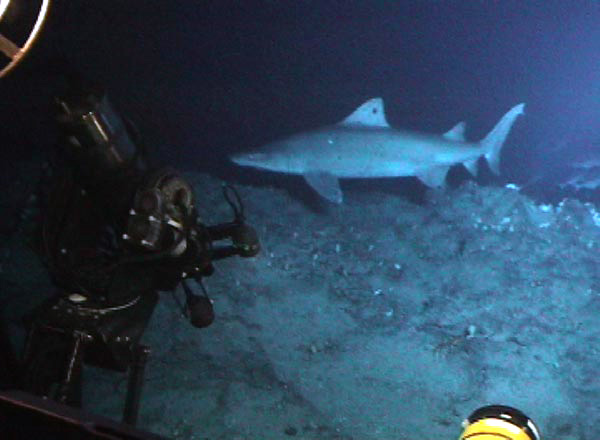
Odontaspis ferox
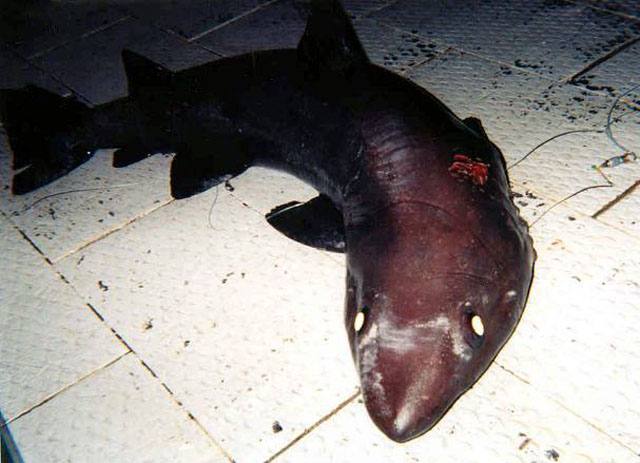
Odontaspis noronhai